# Rhinella dorbignyi
Rhinella dorbignyi és una espècie de granota de la família Bufonidae. Es troba a l'Argentina, Brasil i l'Uruguai. El seu hàbitat natural inclou sabanes seques, prades a baixa altitud, aiguamolls d'aigua dolça, zones de pastures, estanys, canals i dics.